# Hell's Kitchen Mỹ (Mùa 2)
Mùa 2 của Hell's Kitchen được công chiếu vào ngày 12 tháng 6 năm 2006 và kết thúc vào ngày 14 tháng 8 năm 2006. Đây là mùa đầu tiên của Hell's Kitchen bắt đầu có một số thí sinh được chia thành hai đội theo giới tính, điều này sẽ trở thành một truyền thống trong các mùa tiếp theo.
Bếp phó Heather West đã giành chiến thắng trong mùa giải. Giải thưởng của cô là vị trí bếp trưởng điều hành tại Red Rock Resort Spa and Casino ở Las Vegas với mức lương 250.000 USD, nơi cô làm đầu bếp tại Nhà hàng Terra Rossa. Á quân Virginia Dalbeck có thành tích tệ nhất so với bất kỳ người vào chung kết nào trong chương trình, lần nào cũng được đề cử ngoại trừ chiến thắng và đề cử "Người xuất sắc nhất trong số những người tệ nhất".
Việc ghi hình cho mùa thứ hai được thực hiện trong cùng một tòa nhà nơi mùa đầu tiên được ghi hình.
Đây là mùa cuối cùng của chương trình được quay ở tỷ lệ 4:3.

## Dàn diễn viên
- Bếp trưởng kiêm host - Gordon Ramsay
- Bếp phó - Scott Leibfried và Mary-Ann Salcedo
- Maître d'hôtel - Jean-Philippe Susilovic

## Các thí sinh
Mùa thứ hai có 12 thí sinh sau đây, những người ban đầu được chia thành các đội xanh và đỏ theo giới tính:
| Thí sinh                 | Tuổi (tại thời điểm ghi hình) | Nghề nghiệp                  | Quê nhà                  | Kết quả                              |
| ------------------------ | ----------------------------- | ---------------------------- | ------------------------ | ------------------------------------ |
| Heather West             | 25                            | Bếp phó                      | Port Jefferson, New York | Quán Quân                            |
| Virginia Dalbeck         | 25                            | Đầu bếp salad                | New York, New York       | Á Quân                               |
| Keith Greene             | 28                            | Đầu bếp/bartender            | Southampton, New York    | Bị loại trước trận Chung kết         |
| Sara Horowitz            | 31                            | Quản lý cửa hàng đồ ăn nhanh | Dallas, Texas            | Bị loại sau buổi phục vụ thứ tám     |
| Garrett Telle            | 27                            | Cựu tù nhân/Đầu bếp          | Cedar Park, Texas        | Bị loại sau buổi phục vụ thứ bảy     |
| Maribel Miller           | 31                            | Đầu bếp quán cà phê          | Brooklyn, New York       | Bị loại sau buổi phục vụ thứ sáu     |
| Rachel Brown             | 39                            | Đầu bếp tư                   | Dallas, Texas            | Bị loại sau buổi phục vụ thứ năm     |
| Thomas "Tom" Pauley      | 43                            | Cựu môi giới chứng khoán     | Belleville, New Jersey   | Bị loại sau buổi phục vụ thứ tư      |
| Giacomo Alfieri          | 21                            | Pizza chef                   | Euless, Texas            | Bị loại sau buổi phục vụ thứ ba      |
| Gabriel "Gabe" Gagliardi | 27                            | Giám đốc tiếp thị            | Chicago, Illinois        | Bị loại sau buổi phục vụ thứ hai     |
| Lawrence "Larry" Sik     | 38                            | Người bán cá                 | Arlington, Texas         | Nhập viện trước buổi phục vụ thứ hai |
| Paula "Polly" Holladay   | 43                            | Người cung cấp thực phẩm     | Ben Franklin, Texas      | Bị loại sau buổi phục vụ đầu tiên    |

## Tiến độ thí sinh
Mỗi tuần, thành viên xuất sắc nhất của đội thua cuộc trong thời gian phục vụ gần nhất ("tốt nhất" do Ramsay xác định) được yêu cầu đề cử hai đồng đội của họ để loại bỏ; một trong hai người này đã được Ramsay gửi về nhà.
| Thứ hạng | Đầu bếp | Đầu bếp | Đầu bếp | Đầu bếp  | Đội gốc | Đội gốc | Đội gốc | Chuyển đội | Chuyển đội | Chuyển đội | Cá nhân | Cá nhân | Cá nhân | Chung kết |
| Thứ hạng | Đầu bếp | Đầu bếp | Đầu bếp | Đầu bếp  | 201     | 202     | 203     | 204        | 205        | 206        | 207     | 208     | 209     | 210/211   |
| -------- | ------- | ------- | ------- | -------- | ------- | ------- | ------- | ---------- | ---------- | ---------- | ------- | ------- | ------- | --------- |
| 1        |         |         |         | Heather  | BoW     | THẮNG   | THẮNG   | THUA       | THẮNG      | THẮNG      | IN      | BoW     | IN      | QUÁN QUÂN |
| 2        |         |         |         | Virginia | NOM     | THẮNG   | THẮNG   | NOM        | BoW        | NOM        | NOM     | NOM     | NOM     | Á QUÂN    |
| 3        |         |         | Keith   | Keith    | THẮNG   | THUA    | THUA    | BoW        | THẮNG      | THẮNG      | BoW     | IN      | LOẠI    |           |
| 4        |         |         | Sara    | Sara     | THUA    | THẮNG   | THẮNG   | BoW        | THUA       | NOM        | IN      | LOẠI    |         |           |
| 5        |         |         | Garrett | Garrett  | THẮNG   | BoW     | THUA    | THUA       | THẮNG      | THẮNG      | LOẠI    |         |         |           |
| 6        | Maribel | Maribel | Maribel | Maribel  | THUA    | THẮNG   | THẮNG   | THUA       | NOM        | LOẠI       |         |         |         |           |
| 7        | Rachel  | Rachel  | Rachel  | Rachel   | THUA    | THẮNG   | THẮNG   | NOM        | LOẠI       |            |         |         |         |           |
| 8        | Tom     | Tom     | Tom     | Tom      | THẮNG   | NOM     | NOM     | LOẠI       |            |            |         |         |         |           |
| 9        | Giacomo | Giacomo | Giacomo | Giacomo  | THẮNG   | NOM     | LOẠI    |            |            |            |         |         |         |           |
| 10       | Gabe    | Gabe    | Gabe    | Gabe     | THẮNG   | LOẠI    |         |            |            |            |         |         |         |           |
| 11       | Larry   | Larry   | Larry   | Larry    | THẮNG   | HOSP    |         |            |            |            |         |         |         |           |
| 12       | Polly   | Polly   | Polly   | Polly    | LOẠI    |         |         |            |            |            |         |         |         |           |

- *Đáng lẽ Maribel phải tham gia nhưng không được nên Giacomo đã thay thế cô ấy.

| Từ khóa - THẮNG = Thắng buổi phục vụ tối - THUA = Thua buổi phục vụ tối - BoB = Best of the Best, thường được miễn đề cử - BoW = Best of the Worst, đôi khi được miễn đề cử - IN = không được đề cử để loại bỏ - NOM = đề cử loại bỏ - LOẠI = loại bỏ bình thường - RỜI = Rời khỏi cuộc thi - HOSP = loại bỏ do nhập viện - EJEC = loại bỏ trong quá trình phục vụ | Chú thích màu Đầu bếp bị loại sau đề cử thường xuyên Đầu bếp bị loại sau đề cử của Ramsay Đầu bếp bị loại mà không được đề cử Đầu bếp bị loại trong quá trình phục vụ Đầu bếp rút khỏi cuộc thi Đầu bếp là Best of the Best/Worst Đầu bếp được giữ lại sau khi đề cử thường xuyên Đầu bếp được giữ lại sau đề cử của Ramsay Đề cử của đầu bếp đã bị hủy bỏ Người chiến thắng của Hell's Kitchen Á quân của Hell's Kitchen |

Ghi chú
1. ↑  Đầu bếp tự đề cử

## Các tập
| TT. tổng thể | TT. trong mùa phim | Tiêu đề                          | Ngày phát hành gốc  | Người xem tại U.S. (triệu) |
| --- | ------------------ | -------------------------------- | ------------------- | -------------------------- |
| 12 | 1                  | "12 Đầu bếp"                     | 12 tháng 6 năm 2006 | 5.89                       |
| Món ăn đặc trưng: Đầu bếp Ramsay yêu cầu từng thí sinh làm món ăn đặc trưng của họ. Frutti di mare của Giacomo được coi là "không tệ", bánh empanadas mâm xôi sô cô la của Heather, mặc dù có bánh ngọt dày, là một trong những món ăn "ngon nhất" mà Ramsay đã thử, và tôm bướm của Rachel nhận được phản hồi tích cực về hương vị bất chấp những lời chỉ trích về nước sốt sô cô la. Các món ăn còn lại nhận được phản hồi tiêu cực; Món cá ngừ tẩm vừng của Keith quá nóng, Ramsay từ chối ăn bánh mì focaccia "chưa nấu chín" của Polly, món bánh cua khoai tây châu Á của Larry nấu chưa chín và Ramsay đã phải nhổ đi khi thử món súp chuối của Maribel vì nó cay, có mùi tỏi và "trông như bãi nôn của em bé". Món tôm scampi của Tom cũng bị nhổ ra vì được đem ra cùng với salad Caesar đã nấu chín, thịt của Garrett bị khô và chín quá, cá của Gabe còn sống, mì ống của Sara bị chín quá, và món salad rễ cần tây và dừa của Virginia rất giòn mà hầu như không cần nấu, ngoài việc nướng quả hạch. Lần đầu tiên, các đầu bếp được chia thành đội nam (đội xanh) và nữ (đội đỏ). Ramsay yêu cầu một tình nguyện viên từ mỗi đội - Heather và Giacomo - những người được chọn làm "con lừa" của đội; họ chỉ có thể giúp đỡ đồng đội của mình hoặc dọn dẹp và sắp xếp nhà bếp. Để chuẩn bị, những người phụ nữ đã hoàn thành công việc trước những người đàn ông hàng giờ, mặc dù tiến độ của những người đàn ông bị cản trở bởi Tom đổ mồ hôi vào thức ăn, buộc họ phải bắt đầu lại. Buổi phục vụ: Trong nhà bếp của đội nữ, Polly đã ba lần không làm được món cơm risotto do Sara đưa ra thời gian nấu không chính xác khi Sara sang trạm để giúp cô ấy. Ramsay yêu cầu Polly thay thế Heather làm con lừa. Sara vui mừng khi món risotto của Heather cuối cùng cũng được chấp nhận, khiến Ramsay mắng mỏ vì họ đã mất một tiếng rưỡi để phục vụ một món khai vị. Virginia gặp khó khăn về thịt, và nhóm đã chuẩn bị nhầm nước kho thịt bê chứ không phải nước kho thịt cừu, dẫn đến việc Virginia phải nhờ những người đàn ông giúp đỡ nhưng họ đã từ chối. Khi một khách hàng phàn nàn với Ramsay rằng không có bí ngô trong món cơm risotto của anh ta và Ramsay đã không đáp lại anh ta ngay lập tức, anh ta trở nên hung hăng và Ramsay đã yêu cầu hộ tống anh ta ra khỏi nhà hàng. Trong nhà bếp dành cho nam, Tom đã gây ra đám cháy ở quầy khai vị, sau đó quên bật lại bếp của mình. Larry bị mắng mỏ vì đứng xung quanh và không làm gì cả, còn Gabe nấu chín thức ăn ngon. Sau ba giờ, khách hàng có rất nhiều rượu, nhưng rất ít thức ăn. Khi khách hàng bắt đầu hét lên "Chúng tôi muốn đồ ăn của chúng tôi!", Ramsay đã đóng cửa nhà bếp. Ramsay đặt tên cho những người đàn ông chiến thắng ít nhất là phục vụ các món khai vị; Heather được mệnh danh là người giỏi nhất trong số những người tệ nhất vì là người duy nhất trong nhóm của cô ấy đem ra được món ăn để phục vụ khách hàng. Loại bỏ: Heather đã cân nhắc đề cử Maribel, nhưng cô ấy đã thay đổi quyết định và đề cử Polly và Virginia. Ramsay đã loại Polly vì cô ấy thiếu đam mê và thể hiện kém trong món khai vị. Bình luận của Polly: "Tôi nghĩ gia đình tôi sẽ ngạc nhiên vì họ hoàn toàn mong đợi tôi đến được đây và đá vào mông khi quay trở về. Tôi thà tử tế và thua cuộc còn hơn trở thành một người lừa bịp và chiến thắng." Bình luận của Ramsay: "Đây là một cuộc hành trình và ngay bây giờ, chúng tôi sẽ đi đi lại lại hàng tuần để đảm bảo rằng chúng tôi tìm được đúng người. Còn Polly? Không có cơ hội." |                    |                                  |                     |                            |
| 13 | 2                  | "11 Đầu bếp"                     | 12 tháng 6 năm 2006 | 7.54                       |
| Hình phạt tập thể: Các đội buộc phải bới thùng rác chứa thức ăn bị lãng phí trong bữa tối trước đó. Thử thách đồng đội: Các đội được thử thách phải cắt nhiều miếng bít tết nhất, với độ chính xác là 10 ounce (283,5g); Khi đội nam có thêm một thành viên, Keith buộc phải ngồi ngoài. Sara và Rachel đều được ba điểm, trong khi Heather, Virginia và Maribel mỗi người được hai điểm. Gabe ghi ba điểm, Garrett ghi một điểm, Giacomo ghi hai điểm, nhưng Larry không ghi điểm nào. Cuối cùng, Tom ghi được năm điểm và được khen ngợi, nhưng đội nữ vẫn thắng 12-11. Phần thưởng/hình phạt: Những người phụ nữ được thưởng một chuyến đi trực thăng và bữa trưa tại The Saddle Peak Lodge ở Dãy núi Santa Monica cùng với Ramsay. Những người đàn ông chuẩn bị bít tết cho bữa tối tiếp theo. Larry rời khỏi cuộc thi: Vào đêm sau thử thách, Larry bị khó thở và được đưa đến bệnh viện. Sáng hôm sau, anh ấy gọi điện cho những đầu bếp còn lại từ bệnh viện và nói với họ rằng anh ấy sẽ không trở lại vì vấn đề sức khỏe. Bất chấp sự ra đi của anh ấy, Tom vẫn không thông cảm, nói rằng Larry đã ngâm mình qua đêm hôm trước trong bồn tắm nước nóng. Rachel đã chỉ trích Tom vì phản ứng này và tuyên bố trong cuộc nói chuyện rằng ngay cả khi Larry trong bồn tắm nước nóng vào đêm hôm trước, điều đó cũng không đảm bảo rằng anh ấy sẽ cảm thấy khỏe sau này. Ramsay không đưa ra bình luận nào về sự ra đi của Larry. Khung ảnh của anh ấy được chiếu là bị đốt cháy, nhưng anh ấy không có được cảnh treo áo. Bình luận của Larry: "Tôi không bỏ cuộc. Cơ thể tôi bỏ cuộc. Đây là điều tồi tệ nhất có thể xảy ra. Và hiện tại tôi hơi suy sụp, và thật khó để tôi nhìn thấy ước mơ của mình vụt tắt." Buổi phục vụ: Keith và Sara được chọn làm người phục vụ, nhưng Keith đã mất nhiều thời gian để nhận đơn đặt hàng trước khi dành mười phút để viết lại một đơn. Heather bị bỏng tay và phải rời nhiệm vụ, nhưng đã giao nhiệm vụ cho đội của mình trước khi rời đi, sau đó đã nhận được lời khen ngợi của Ramsay; với việc bếp của đội nữ thiếu vắng Heather, Sara yêu cầu được vào bếp và nấu ăn, Ramsay đã đồng ý. Virginia đã cho sai nước sốt vào món cá monkfish và khiến Ramsay bị sốc khi cô ấy nói rằng cô ấy sẽ phục vụ món tortellini đã được chia đôi. Đội nam không thể phục vụ món khai vị vì Gabe cho phép đồng đội của anh ấy làm việc tại trạm của anh ấy, trong khi Tom và Giacomo phải vật lộn để cùng nhau làm thịt và trang trí vì Giacomo không biết bên nào yêu cầu. Sau khi một số khách hàng ra về, Ramsay đóng cửa nhà bếp, Ramsay nêu tên đội nữ chiến thắng vì sự tiến bộ của họ; Garrett được mệnh danh là người giỏi nhất trong số những người tồi tệ nhất vì là người duy nhất không đấu tranh. Loại bỏ: Garrett đề cử Giacomo và Tom. Sau khi Tom cam kết với Ramsay về trường hợp của mình, Ramsay đã cho anh ta trở lại hàng và đề cử Gabe. Ramsay đã loại Gabe vì quá tử tế và để đồng đội làm việc cho anh ta. Bình luận của Gabe: "Ông ấy nói rằng tôi là một chàng trai quá ngọt ngào, nhưng bạn không cần phải ồn ào, thô lỗ và đáng ghét khi điều hành bếp. Tôi chắc chắn không nghĩ rằng đầu bếp Ramsay đã đưa ra quyết định đúng đắn." Bình luận của Ramsay: "Điều cực kỳ quan trọng trong Hell's Kitchen là phải có sự khéo léo và niềm đam mê. Rõ ràng là Gabe không có đủ niềm đam mê." |                    |                                  |                     |                            |
| 14 | 3                  | "9 Đầu bếp"                      | 19 tháng 6 năm 2006 | 7.50                       |
| Thử thách đồng đội: Cả hai đội phải nấu ba món khai vị (thịt gà, bánh tortellini và cá hồi) trong 20 phút, với một người vào bếp cho mỗi lần. Trong quá trình chuyển đổi, mỗi thành viên trong nhóm sẽ chỉ có 15 giây để cung cấp thông tin cho người thay thế họ. Những người phụ nữ có thêm một thành viên, vì vậy Heather đành ngồi ở ngoài vì sợ vết thương ở tay sẽ làm đội của cô ấy chậm lại, mặc dù Sara cho rằng cô ấy đang đặt mình vào một vị trí ít dễ bị tổn thương hơn. Maribel không nghe thấy Rachel yêu cầu món tortellini, nên cô và Sara tiếp tục nấu hai món còn lại. Trong khi đó, Tom không được phép sử dụng bánh tortellini mà anh ấy tìm thấy từ buổi phục vụ trước đó, khiến cho những người đàn ông bối rối - Giacomo, Keith và Garrett đều làm bánh tortellini tươi. Theo như nhiệm vụ được đưa ra, đội nữ chỉ tạo ra hai món khai vị và đội nam ghi điểm cho món tortellini, nhưng đội nữ đã thắng bằng cách ghi điểm với món khai vị từ thịt gà và cá hồi vì đội nam đã quên nước sốt. Phần thưởng/hình phạt: Đội nữ được thưởng một chuyến đi du thuyền với Ramsay. Còn đội nam buộc phải giặt đồ cho cả hai đội bằng tay. Khi họ quay lại, Garrett đưa ra nhận xét mà Heather coi là phân biệt giới tính và sau đó tranh cãi với Heather, tạo ra sự cạnh tranh gay gắt. Buổi phục vụ: Sara và Keith đều đã có màn thể hiện xuất sắc với món khai vị, mặc dù Keith bị mắng vì xử lý cơm bằng tay và không kéo quần lên, điều mà thực khách đã nhìn thấy. Garrett đã bị mắng hai lần vì huýt sáo. Keith yêu cầu Tom làm một mẻ nước sốt cà chua, nhưng Keith sau đó nói rằng anh ấy không cần, khiến Tom buộc tội Keith đã "ném anh ấy vào gầm xe buýt". Giacomo quên bật lò nướng và nói dối là đã chuẩn bị xong món vịt nên Ramsay đã chuyển đổi vị trí ở tất cả các quầy. Tom bị mắng vì đã bỏ cuộc sau khi bị bỏng tay và hết khoai tây nghiền khiến buổi phục vụ không thể quay trở lại đúng hướng. Trong quầy bếp của đội nữ, Heather bị mắng vì cố chiếm vị trí của Sara, trong khi Maribel nấu chín thịt cừu Wellingtons nhiều lần, dẫn đến việc một bàn dọa bỏ đi sau khi đợi món hơn một giờ. Maribel phục vụ món wellington chưa nấu chín trước khi cô có cơ hội để sửa lỗi, lúc đó thực khách đã rời đi. Ramsay đóng cửa nhà hàng vào thời điểm này, nhưng lại công bố luôn rằng đội nữ giành chiến thắng vì phục vụ nhiều món khai vị hơn, chọn Sara là người giỏi nhất trong đêm. Loại bỏ: Trong khi Keith được thừa nhận là người giỏi nhất trong số những người tệ nhất, Ramsay đã từ chối để anh chọn hai người được đề cử để loại do anh không thể đứng lên làm người lãnh đạo. Thay vào đó, đội nam phải tự đề cử lẫn nhau để tiến hành loại bỏ. Mọi người khác đều đề cử Tom vì anh ấy vẫn tiếp tục đấu tranh, nhưng Tom đã đề cử Giacomo, người mà Ramsay đã loại vì là người có màn thể hiện tệ nhất trong đêm. Bình luận của Giacomo: "Tôi bị sốc vì tôi không phải là người bỏ cuộc, còn Tom thì bỏ cuộc. Tối nay tôi đã làm hỏng một việc lớn. Tôi ước mình có thể quay ngược thời gian và sửa chữa điều đó, nhưng bạn phải trả tiền cho kẻ thổi sáo." Bình luận của Ramsay: "Trước khi bạn có thể thử điều hành riêng một nhà hàng, điều đầu tiên bạn phải làm là đảm bảo rằng bạn biết nấu ăn. Giacomo, anh ấy đã lạc lối đến mức không thể tin được." |                    |                                  |                     |                            |
| 15 | 4                  | "8 Đầu bếp"                      | 26 tháng 6 năm 2006 | 7.97                       |
| 16 | 5                  | "7 Đầu bếp"                      | 10 tháng 7 năm 2006 | 6.42                       |
| 17 | 6                  | "6 Đầu bếp"                      | 17 tháng 7 năm 2006 | 7.19                       |
| 18 | 7                  | "5 Đầu bếp"                      | 24 tháng 7 năm 2006 | 7.45                       |
| 19 | 8                  | "4 Đầu bếp"                      | 31 tháng 7 năm 2006 | 7.84                       |
| 20 | 9                  | "3 Đầu bếp"                      | 7 tháng 8 năm 2006  | 8.13                       |
| 21 | 10                 | "2 Đầu bếp"                      | 14 tháng 8 năm 2006 | 7.63                       |
| 22 | 11                 | "Người chiến thắng được công bố" | 14 tháng 8 năm 2006 | 9.54                       |